# Rävtjärnen, Hälsingland
Rävtjärnen är en sjö i Ljusdals kommun i Hälsingland och ingår i Dalälvens huvudavrinningsområde. Sjöns area är 0,013 kvadratkilometer och den befinner sig 475 meter över havet.